# Енрік Монжо

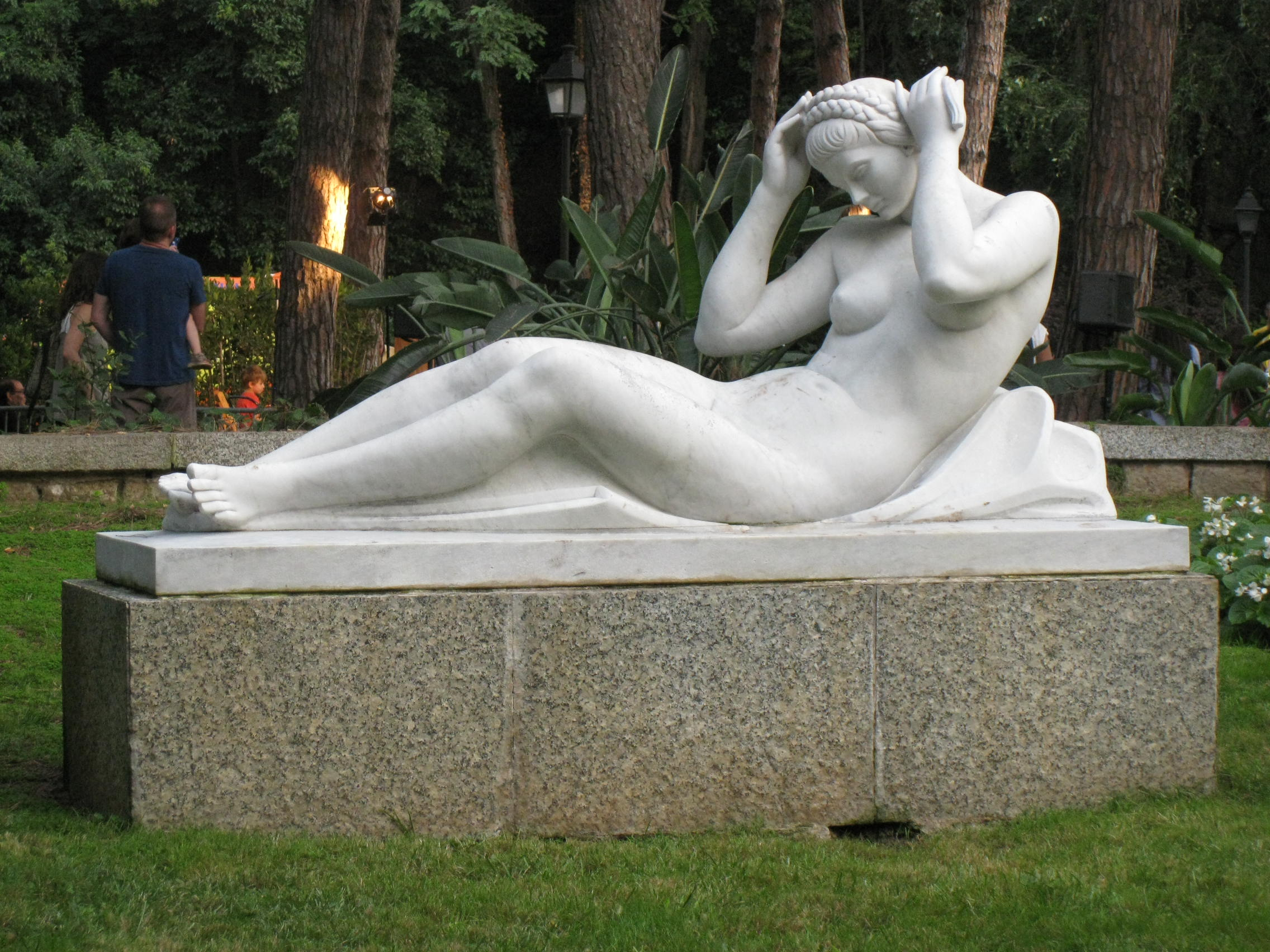
«Жінка, що лежить» (1970), сади Жуана Марагаля, Барселона

Енрік Монжо-і-Гарріга (кат. Enric Monjo i Garriga; 12 лютого 1896, Віласар-де-Мар, Барселона — 2 жовтня 1976, Барселона) — іспанський (каталонський) скульптор.
Учень Антоніо Альсіни (1864—1948). Працював з Еусебіо Арнау і Жузепом Льїмоною. Вивчав скульптуру в Ескола-де-Льоджа і медицина|медицину в Барселонському університеті, де дістав посаду як скульптор анатомії. Отримавши степендію, провів деякий час у Парижі та Брюсселі, став членом факультету Школи витончених мистецтв святого Георгія в Барселоні (1923—1961).
Зосередився в основному на релігійних образах і оголених жіночих фігурах. Виконував замовлення для Сполучених Штатів, Монсерратського монастиря, а також для банків і громадських організацій в Каталонії. Більшість його робіт знаходяться у Барселоні.